# Karolyn Kirby
Karolyn Kirby (Brookline, 30 de junio de 1961) es una deportista estadounidense que compitió en voleibol, en la modalidad de playa. Ganó una medalla de bronce en el Campeonato Mundial de Vóley Playa de 1997.

## Palmarés internacional
| Campeonato Mundial | Campeonato Mundial           | Campeonato Mundial | Campeonato Mundial |
| Año                | Lugar                        | Medalla            | Pareja             |
| ------------------ | ---------------------------- | ------------------ | ------------------ |
| 1997               | Los Ángeles (Estados Unidos) | Medalla de bronce  | Nancy Reno         |